# Familien-Duell

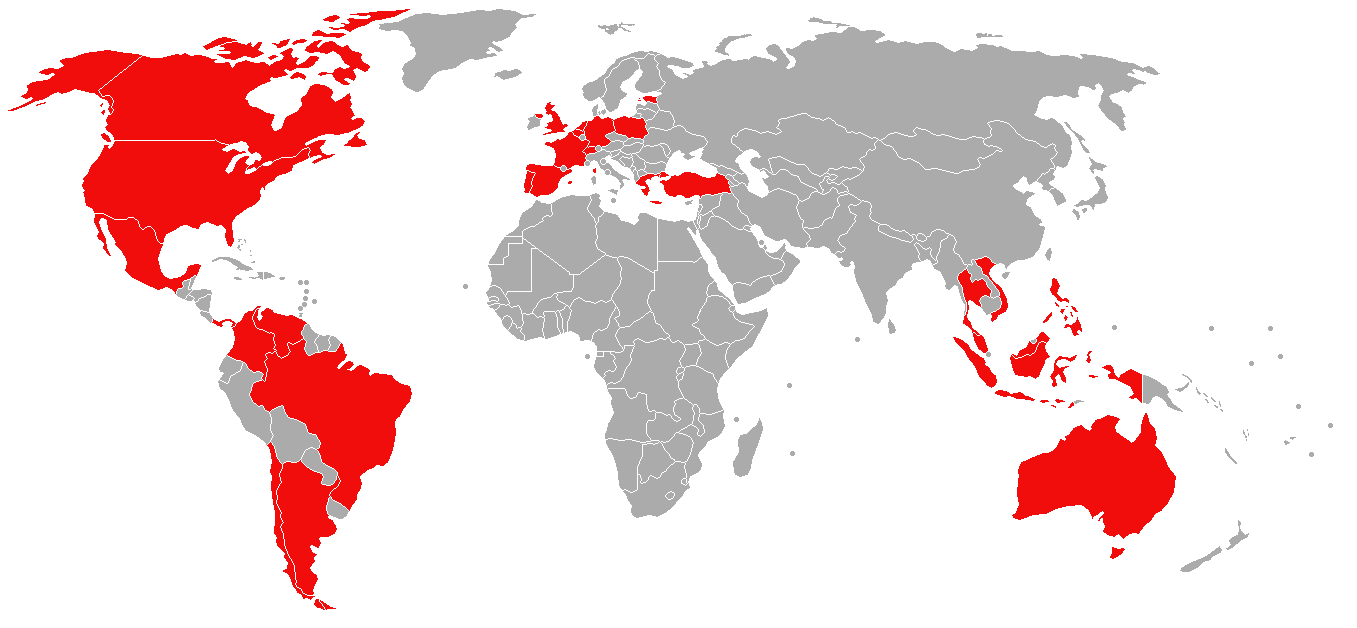
Länder mit einer eigenen Version von familien-duell

Familien-Duell (Eigenschreibweise: familien-duell) ist die deutsche Adaption der US-Spielshow Family Feud (dt.: Familienfehde), die zunächst von 1992 bis 2003 produziert wurde.
Erster Moderator war Werner Schulze-Erdel, der zuvor bereits Ruck Zuck auf Tele 5 moderiert hatte. Die Erstausstrahlung erfolgte am 26. Januar 1992 auf RTL plus. Am 10. Oktober 2003 wurde die letzte Folge bei RTL ausgestrahlt und durch Einsatz in 4 Wänden ersetzt.
Ein Remake des Spielkonzepts namens 5 gegen 5 wurde seit dem 29. März 2005 vom Schweizer Fernsehen SF1 gesendet, ist mittlerweile aber nicht mehr im Programm. 2006 tauchte die Show auch in Deutschland bei RTL II wieder auf, wurde aber nach 69 Folgen wieder aus dem Programm genommen.
Von 2013 bis 2014 wurde eine Neuauflage in Form eines Prominenten-Specials produziert. Moderator war Daniel Hartwich, der auch Das Supertalent und Dschungelcamp auf RTL moderiert.
Im September 2016 startete RTLplus eine Neuauflage mit Inka Bause, die am Anfang sehr viel Erfolg mitbrachte. 2018 wurde die Produktion nach 165 Folgen wegen schlechter Quoten eingestellt. Seitdem liefen täglich nachts Wiederholungen. Zwischen dem 25. April und 2. September 2022 liefen Wiederholungen am Vormittag.

## Ablauf

### Spielprinzip
In der Show treten zwei Familien mit jeweils fünf Personen gegeneinander an. Das Spiel erstreckt sich über vier Runden und ein Finale. Am Anfang einer Runde kommt aus jeder Familie eine Person nach vorne, der der Moderator eine Frage stellt. Dabei werden die Antworten gesucht, die die meisten von 100 zuvor befragten Personen genannt haben. Wer zuerst auf seinen Buzzer schlägt, darf die Frage beantworten. Nennt der Kandidat direkt die „Top-Antwort“ (die am häufigsten gegebene Antwort), spielt seine Familie in dieser Runde weiter. Wenn nicht, darf der andere Kandidat ebenfalls antworten, um eine bessere Antwort abzugeben. Wurde diese Antwort häufiger gegeben, darf dessen Familie die Runde fortführen.
Schafft es kein Kandidat, eine richtige Antwort zu nennen, geht die Frage an die nächste Person der Familie des schnelleren Kandidaten und so weiter. Im weiteren Verlauf der Runde gilt es dann, die noch verbleibenden Antworten zu finden. Dabei wird jedes Familienmitglied der Reihe nach befragt und die Familie darf sich nicht untereinander beraten. Die jeweilige Anzahl der geratenen Antworten wird aufaddiert und in Punkte umgewandelt. Gibt die spielende Familie drei falsche Antworten, bekommt die andere Familie die Chance, mit nur einer richtigen Antwort alle bisher erspielten Punkte zu stehlen. Jedes Familienmitglied schlägt hierbei eine Antwort vor und der Teamkapitän gibt anschließend die verbindliche Antwort ab. Dabei muss diese nicht unbedingt eine der vorgeschlagenen sein. In dieser Phase des Spiels – und nur dieser – darf sich die Familie vor Abgabe der Vorschläge beraten. In der Regel geschieht dies bereits, wenn die andere Familie die zweite falsche Antwort gegeben hat.

### Die Runden
- Runde 1: Es gilt, die sechs häufigsten Antworten zu finden. Gespielt wird um die einfache Punktzahl.
- Runde 2: Es gilt, die fünf häufigsten Antworten zu finden. Gespielt wird um die einfache Punktzahl.
- Runde 3: Es gilt, die vier häufigsten Antworten zu finden. Gespielt wird um die doppelte Punktzahl.
- Runde 4: Es gilt, die drei häufigsten Antworten zu finden. Gespielt wird um die dreifache Punktzahl. Besonderheit: Beim Punktestehlen werden auch die Punkte hinter dem erratenen Begriff gutgeschrieben.
- Runde 5 (wenn erforderlich): Es gilt, die häufigste Antwort zu finden. Wird nur gespielt, wenn das Ergebnis nach vier Runden unentschieden ist. Die Familie, die das Anspiel gewinnt, gewinnt das Spiel.

Da in Runde 4 um die dreifache Punktzahl gespielt wurde und beim Punktestehlen auch die Punkte hinter dem Begriff gutgeschrieben wurden, blieb das Spiel bis zuletzt spannend. Da nur noch die drei häufigsten Antworten zu finden waren, wurde der Vorteil durch die dreifache Punktzahl wieder ein wenig verringert.
Dass die Familie, die Runde 4 gewann, das Finale nicht erreichte, kam nur äußerst selten vor. Zu bedenken ist auch, dass die Höchstzahl an Punkten, die man in einer Runde gewinnen kann, auch von der Frage abhängt. Bei manchen Fragen geben die meisten Leute nur wenige Antworten, bei anderen weit mehr als die zu findende Anzahl. In letzterem würden viele Punkte entfallen.
Im Gegensatz zu anderen Versionen des Spiels gibt es keine feste Punktzahl, um das Spiel zu gewinnen (300 in den meisten Versionen seit 1978). Die nach vier Runden führende Familie gewinnt.

### Das Finale
Die Familie, die nach der vierten Runde die meisten Punkte erspielt hatte, kam ins Finale, die andere schied aus. Im Finale spielten zwei Personen nacheinander. Während die erste spielte, musste die andere in eine schalldichte Kabine. Der ersten Person wurden fünf Fragen innerhalb von 20 Sekunden gestellt, wobei es wieder galt, die häufigste Antwort zu finden. Danach wurden der zweiten Person dieselben Fragen gestellt, wobei sie aber nicht dieselben Antworten geben durfte. Deswegen hatte diese Person auch fünf Sekunden mehr Zeit, also 25 Sekunden. Mit dem Herunterzählen der Zeit wurde in beiden Durchläufen erst begonnen, nachdem die erste Frage komplett gestellt worden war. Hatten beide zusammen 200 Punkte erreicht, war das Finale gewonnen. Für ein gewonnenes Finale gab es 5.000 €. Die siegreiche Familie kam allerdings in der nächsten Folge als Titelverteidiger wieder, unabhängig davon, ob das Finale gewonnen war oder nicht. Eine Familie konnte maximal fünfmal antreten. Im letzten Finale spielte sie dann um 50.000 € (ursprünglich 10.000 bzw. 100.000 DM). Wurde diese 5. Finalrunde tatsächlich gewonnen, so verfielen alle fälligen Gewinne aus den ersten vier Finalrunden.
In der Neuauflage von RTLup ab 2016 verringerten sich die Gewinnsummen auf 3.000 Euro pro Finale sowie 30.000 Euro als Hauptgewinn.

## 5 gegen 5
Unter dem Namen „5 gegen 5“ wurde das Format ab dem Februar 2006 im deutschsprachigen Raum wieder eingeführt. Die Regeln blieben unverändert. Es konnten jedoch nicht nur Familien, sondern auch fünf Personen, die sich untereinander kennen, mitspielen. Zudem änderten sich die Spielgewinne.

### Deutschland
- 27. Februar bis 25. August 2006: RTL II mit Moderator Oliver Petszokat (Gewinnsumme: 5.000 bzw. 30.000 Euro)

Nachdem die Neuauflage auf dem Sendeplatz um 19:30 Uhr schlechte Einschaltquoten vorweisen konnte, wurde sie ab dem 8. Mai 2006 bereits ab 17:00 Uhr gesendet. Auf diesem Sendeplatz konnte die Sendung zunächst bessere Zuschauerergebnisse erreichen, da sie nicht mehr in direkter Konkurrenz zu Verliebt in Berlin und Gute Zeiten, schlechte Zeiten ausgestrahlt wurde. Später wurde sie jedoch aufgrund enttäuschender Zuschauerergebnisse dennoch abgesetzt.
Ende Mai 2006 wurde eine Spezialwoche mit ehemaligen Teilnehmern aus allen bisher ausgestrahlten Big Brother-Staffeln gesendet. Die Folge vom 24. Mai 2006 erreichte dabei den Höchstwert der bis dahin ausgestrahlten Folgen 5 gegen 5.
Das einzig ungeschlagene Team aller 5-gegen-5-Staffeln war das Team „Kulturhauptstädler“. Nach drei Sendungen, in denen der Hauptgewinn gewonnen wurde, wurde die Sendung abgesetzt. Des Weiteren kam das Team „Dicke Düneberger“ als einziges 5 mal ins Finale und gewann dort 30.000 €.
Das Konzept war im Jahr 2007 Teil der Sendung Gameshow-Marathon auf ProSieben.

### Schweiz
- 29. März 2005 bis 17. August 2012: Schweizer Fernsehen SRF 1 mit Moderator Sven Epiney (Gewinnsumme: 3.000 bzw. 30.000 Fr.)

Anders als in Deutschland erfreute sich das Format andauernder Beliebtheit im Vorabendprogramm; aufgrund der geringen Produktionskosten bei ansprechenden Zuschauerzahlen ist die Show auch für den Sender selbst interessant. Seit Sommer 2012 pausiert das Format in der Schweiz auf unbestimmte Zeit, da SRF 1 diesen Sendeplatz mit wechselnden Formaten füllen möchte.

## Neuauflagen in Deutschland

### Bei RTL
Von 2013 bis 2014 ließ Grundy Light Entertainment im Auftrag von RTL Prominenten-Specials der Show im Kölner Coloneum vor 300 Zuschauern aufzeichnen – mit komplett erneuerter Kulisse, leicht modifiziertem Konzept und Daniel Hartwich als neuem Moderator. Die Folgen wurden mit einer geschnittenen Länge von jeweils rund einer Stunde inklusive Werbung freitags um 20:15 Uhr einzeln ausgestrahlt.
In der aufwendigen Neuauflage treten pro Sendung jeweils vier Promis mit ihren Familien und Freunden gegeneinander an und spielen für den guten Zweck. Mit dabei waren unter anderem Sonja Zietlow, Joachim Llambi und Uwe Ochsenknecht.
Auch das Publikum ist Bestandteil der Sendung: Die Zuschauer im Studio steuern per Mini-Tablets zu Beginn der dritten Runde eigene Antworten zum Spiel bei („touchvote“ mit Betriebssystem Android).

### Bei RTLplus
Bei dem im Sommer 2016 gestarteten Sender RTLplus (heute RTLup) wurde bis 2018 eine weitere Neuauflage der Show produziert. Die Moderation übernahm Inka Bause, die durch Bauer sucht Frau im Programm von RTL bekannt wurde und bereits die Neuauflage der 100.000 Mark Show präsentierte.

## Trivia
- Das US-amerikanische Original Family Feud (1976–1985, 1988–1995, seit 1999) wird derzeit von Entertainer Steve Harvey moderiert (seit 2010; zwischenzeitlich wurde die Show von 2011 bis 2017 in Atlanta gedreht. Seit 2017 wird die Show wieder in Los Angeles gedreht). In Großbritannien läuft die Sendung unter dem Titel Family Fortunes (1980–2002, seit 2006) und in Frankreich unter dem Titel Une famille en or (1990–1999, seit 2007).
- Die Familie, welche zu Beginn einer Runde die öfter genannte Antwort ermittelt, muss auch spielen. Die in den englischsprachigen Spielversionen an dieser Stelle übliche Option pass or play (weitergeben oder spielen), bei der aus taktischen Gründen das Spiel an die gegnerische Familie abgegeben werden kann, wird im Familien-Duell nicht angeboten.